# リチャード・スモールウッド
リチャード・スモールウッド（1990年12月29日 - ）はイングランドのサッカー選手。ポジションはMF。ブラッドフォード・シティAFC所属。

## 経歴
ミドルズブラFCのアカデミーで育ち、2009-10シーズンにプロ契約を結んだ。2010年12月19日、ノッティンガム・フォレストFC戦でデビューした。
2014年1月23日、ロザラム・ユナイテッドFCに期限付き移籍した。
2016-17シーズンはアラン・スタブス監督の構想外となったため、2016年8月31日にスカンソープ・ユナイテッドFCに期限付き移籍したが、2017年1月9日にスカンソープとの契約を打ち切った。シーズン終了後に、ロザラムを退団した。
2017年6月20日、ブラックバーン・ローヴァーズFCと2年契約を結んだ。
2020年8月11日、ハル・シティAFCと2年契約を結んだ。
2022年6月22日、ブラッドフォード・シティAFCに移籍した。